# Wolfgang Radnai
Wolfgang Radnai (ur. 25 marca 1848 w Chişineu-Criş, zm. 4 października 1935 w Sümeg na Węgrzech) – węgierski duchowny katolicki, jedenasty biskup ordynariusz bańskobystrzycki w latach 1904–1920, a następnie arcybiskup tytularny Axomis.

## Życiorys
Urodził się w 1848 roku w Chişineu-Criş, w Siedmiogrodzie. Po ukończeniu szkoły średniej, zdecydował się podjąć studia teologiczne w seminarium duchownym. Po ich ukończeniu otrzymał w 1871 roku święcenia kapłańskie. Pracował następnie jako wikariusz i proboszcz w parafiach na terenie Austro-Węgier.
16 grudnia 1901 roku papież Leon XIII mianował go pierwszym w historii diecezji bańskobystrzyckiej biskupem pomocniczym, przydzielając mu jako stolicę biskupią Europus. Jego konsekracja biskupia miała miejsce 25 stycznia 1902 roku w katedrze w Bańskiej Bystrzycy, a głównym konsekratorem był kardynał Lőrinc Schlauch. Po śmierci dotychczasowego ordynariusza bańskobystrzyckiego, Karola Rimelyego został prekonizowany nowym zwierzchnikiem biskupstwa przez papieża Piusa X.
Na okres jego rządów w diecezji przypadł ciężki okres I wojny światowej (1914–1918) oraz rozpadu wielowiekowej Monarchii Habsburgów. W działalności duszpasterskiej starał się, aby wierni częściej przyjmowali Komunię Święta. Nie znał języka słowackiego, co doprowadziło do tego, że po utworzeniu niepodległej Czechosłowacji, w skład której weszły w całości Górne Węgry (Słowacja) został przez władze państwowe wydalony ze swojej diecezji. W związku z tym 16 grudnia 1920 roku złożył rezygnację z funkcji ordynariusza, otrzymując od papieża Benedykta XV tytuł arcybiskupa Axomis. Zmarł na Węgrzech w 1935 roku.